# Pitcairnia ensifolia
Pitcairnia ensifolia är en gräsväxtart som beskrevs av Carl Christian Mez. Pitcairnia ensifolia ingår i släktet Pitcairnia och familjen Bromeliaceae. Inga underarter finns listade i Catalogue of Life.